# T字尾翼

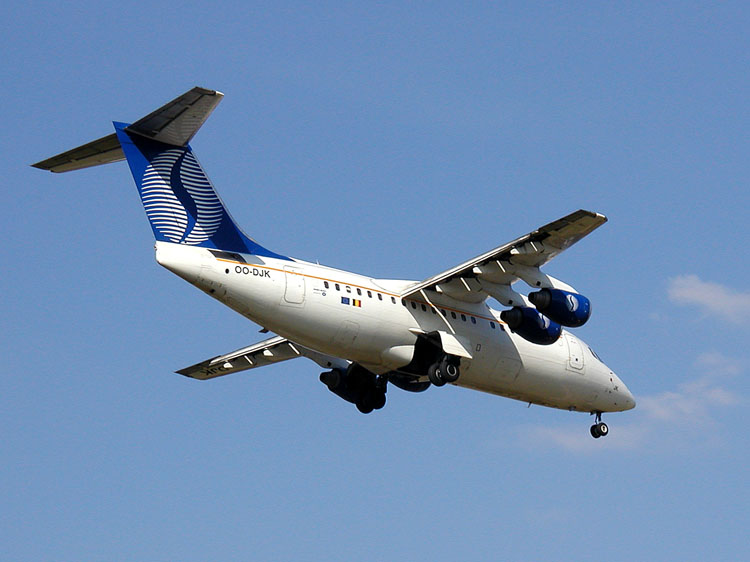
アブロ RJ-85のT尾翼

航空機のT尾翼（ Tu-154 ）

T字尾翼（ティーじびよく、英語: T-tail）、T尾翼、Tテールは、尾翼の水平尾翼が垂直尾翼の上部に取り付けられている尾翼構成である。配置は大文字のTのように見えるため、その名前が付けられている。T尾翼は、水平尾翼が垂直尾翼の基部で胴体に取り付けられている標準構成とは異なる。

## 利点
水平尾翼を垂直尾翼先端に設置することで、主翼と胴体の後方乱気流の外側に出せる。これにより水平尾翼にはスムーズな気流が当たることになり、抗力を低減するとともに昇降舵の効きを高めることができる。特に中程度の迎え角で飛行している場合、胴体の後ろの乱れた空気の中にないため、多くの遷音速航空機のピッチ制御の有効性を向上させる可能性がある。高迎え角での飛行には、翼の下に取り付けられた昇降舵が好まれる。これは、翼からの乱れた気流によって遮られないためである。一方で、水平尾翼がプロペラ後流の外側にある場合は昇降舵の効きが低下する可能性がある。
T字尾翼のある航空機は、スピンからの回復が容易な場合がある。昇降舵が方向舵上の気流を遮断する位置にないため、昇降舵は無効になる。水平尾翼が垂直尾翼と方向舵の真下にある場合に発生する可能性がある。
T字尾翼は、「エンドプレート」効果により垂直尾翼の有効アスペクト比を増加させる。垂直面（この場合は水平尾翼と胴体）が近接しているため、キャップされた端での空気圧損失が減少するため、空力効率が向上する。揚力面のアスペクト比が高く、より効率的な垂直尾翼と同じ効果が得られる。後退垂直尾翼端に設けられた水平尾翼は、通常の水平尾翼より重心や空力中心から遠くなり、より小さな水平尾翼で済み、空気抵抗が減少し、併せて亜音速以上でエリアルール上望ましいとされる、水平尾翼と垂直尾翼の前縁を前後にずらすレイアウトが自然に成立する。また、十字尾翼と比較して、昇降舵上の気流を妨げる舵の周りの気流からの抗力がわずかに少なくなる。T字尾翼は、ボーイングC-17グローブマスターなどの軍用輸送機において後部のクリアランスを増やし、貨物の積み降ろし中に尾翼と接触する可能性を減らすためにも使用される。

## 短所
水平尾翼と昇降舵の上の気流が翼によって遮られると、航空機は高い迎え角で失速する傾向がある。アメリカのマクドネルF-101ブードゥージェット戦闘機にとってこの問題は致命的であった。
垂直尾翼は、水平尾翼の重量を支えるために、より強く（より重く）する必要がある。多くの大型航空機は、格納庫の高さを下げるために垂直尾翼と方向舵を折りたたむことができるが、T字尾翼がある場合、これは一般的に実行可能であるが有用ではない。
T字尾翼構成もメンテナンスの問題を引き起こす可能性がある。昇降舵の制御はより複雑であり、表面を地面から検査することはより困難である。

## ギャラリー

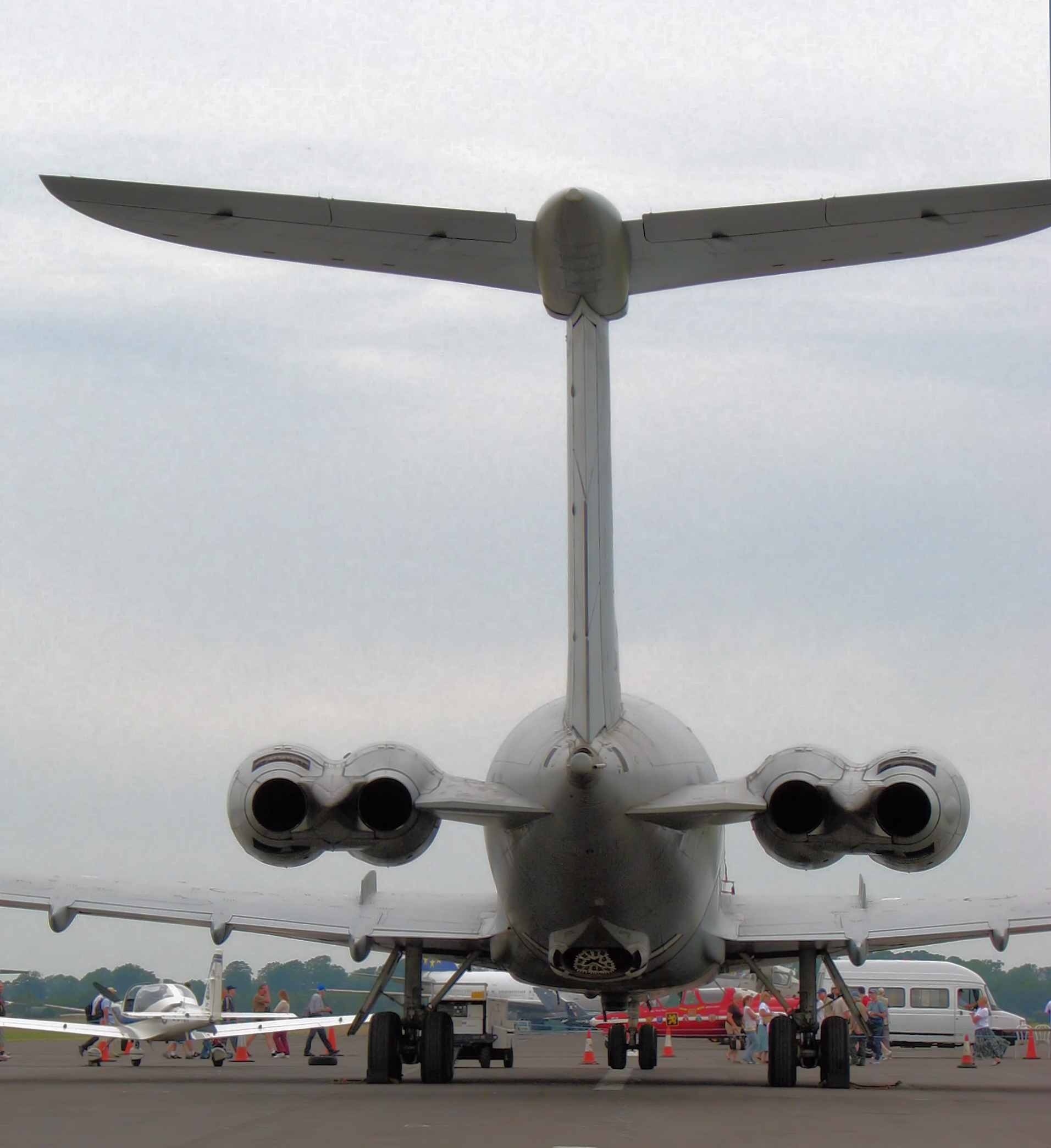
ビッカース VC10のT字尾翼
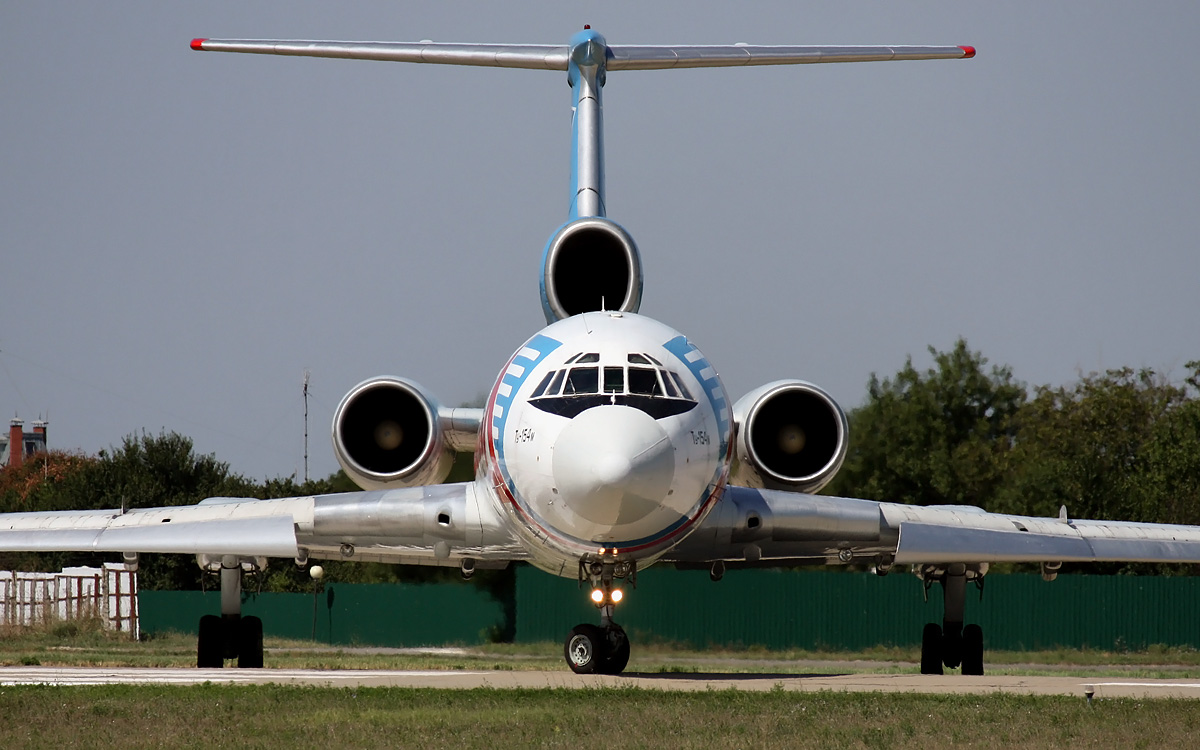
ツポレフ154のT字尾翼
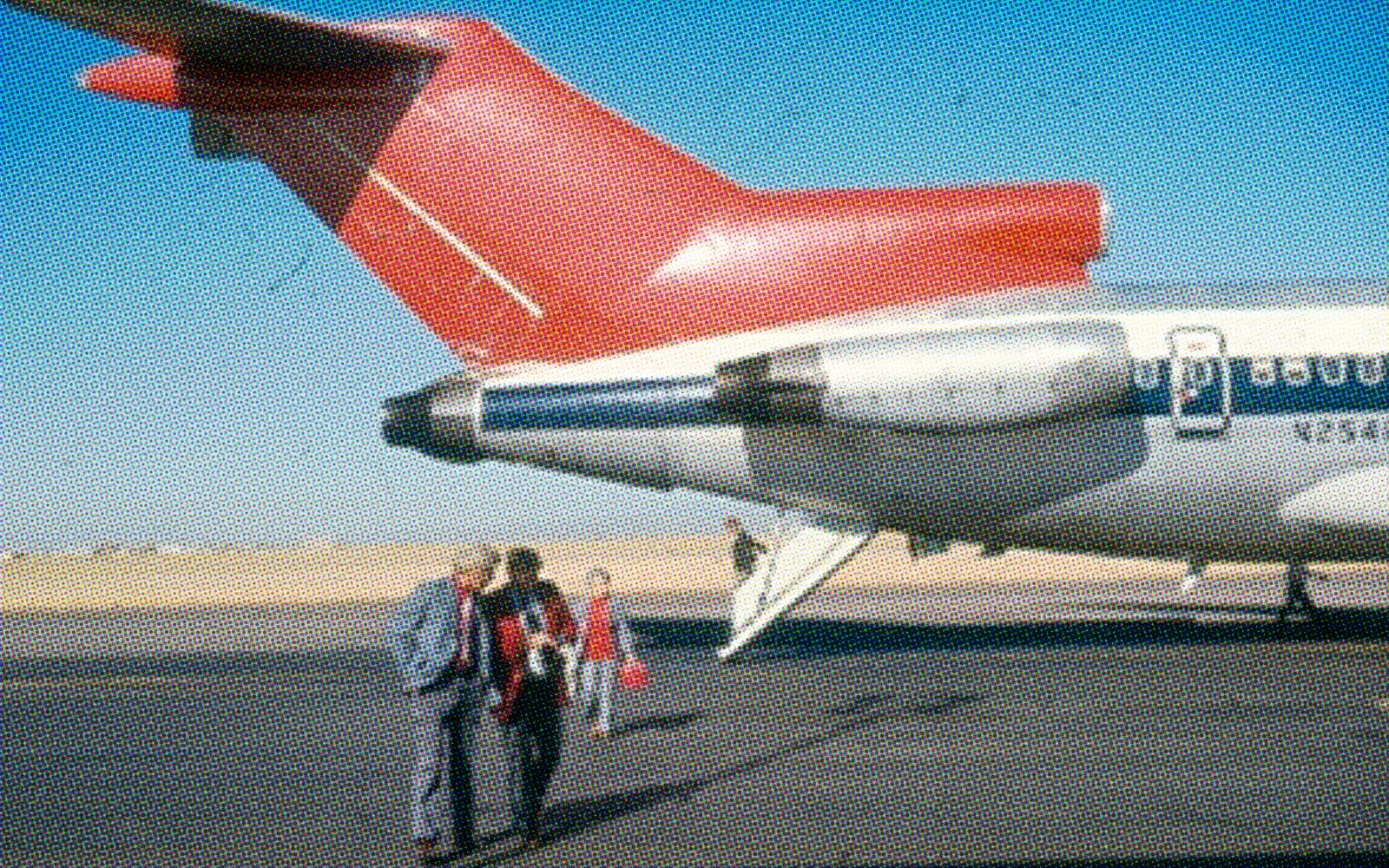
ボーイング727のT字尾翼
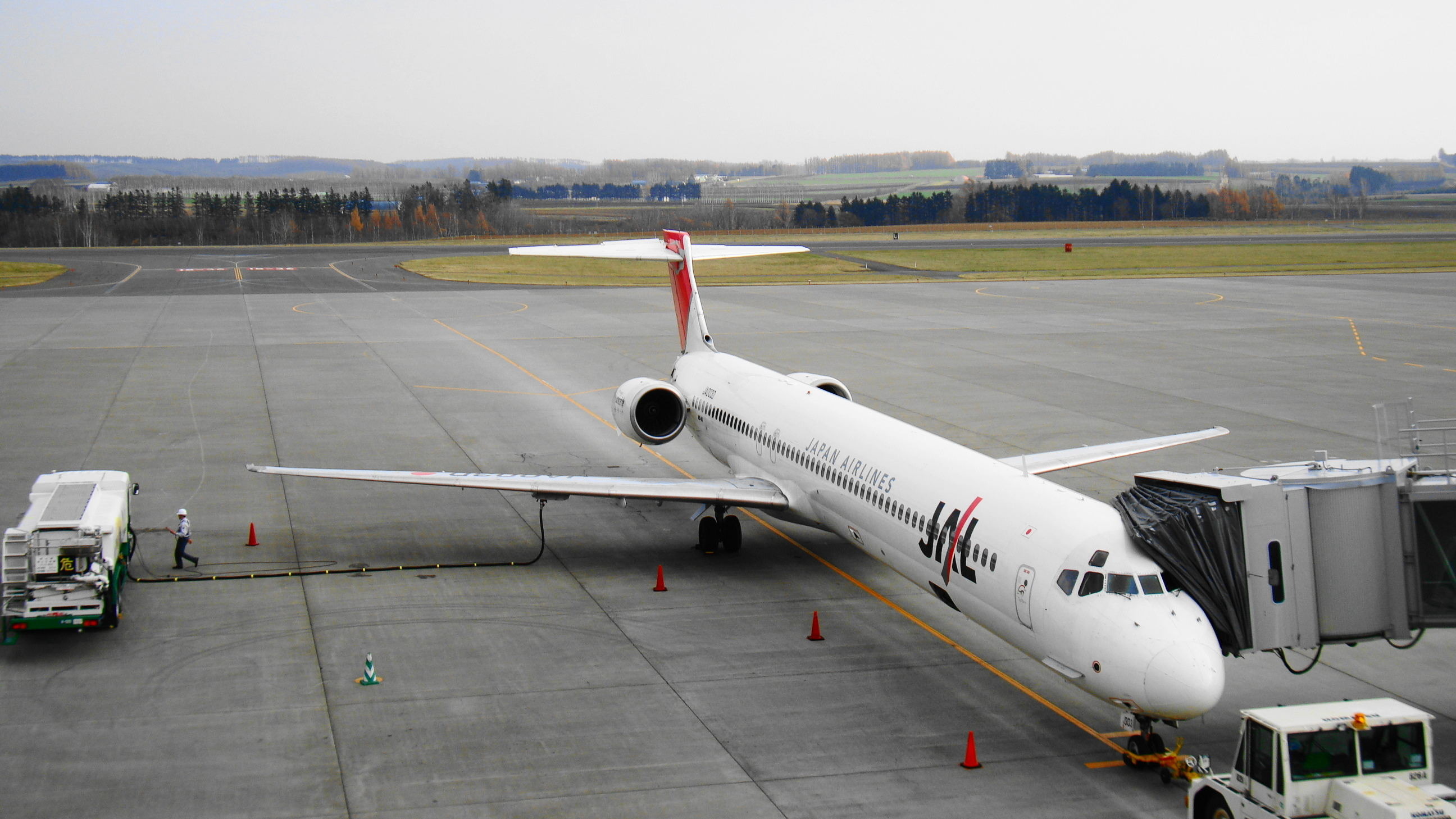
マクドネルダ・グラス MD-90のT字尾翼
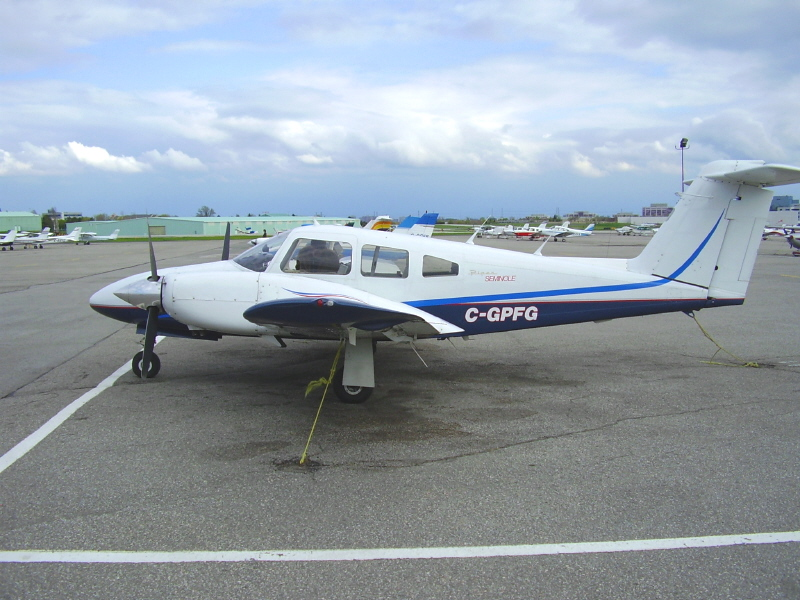
パイパー PA-44 セミノールのT字尾翼
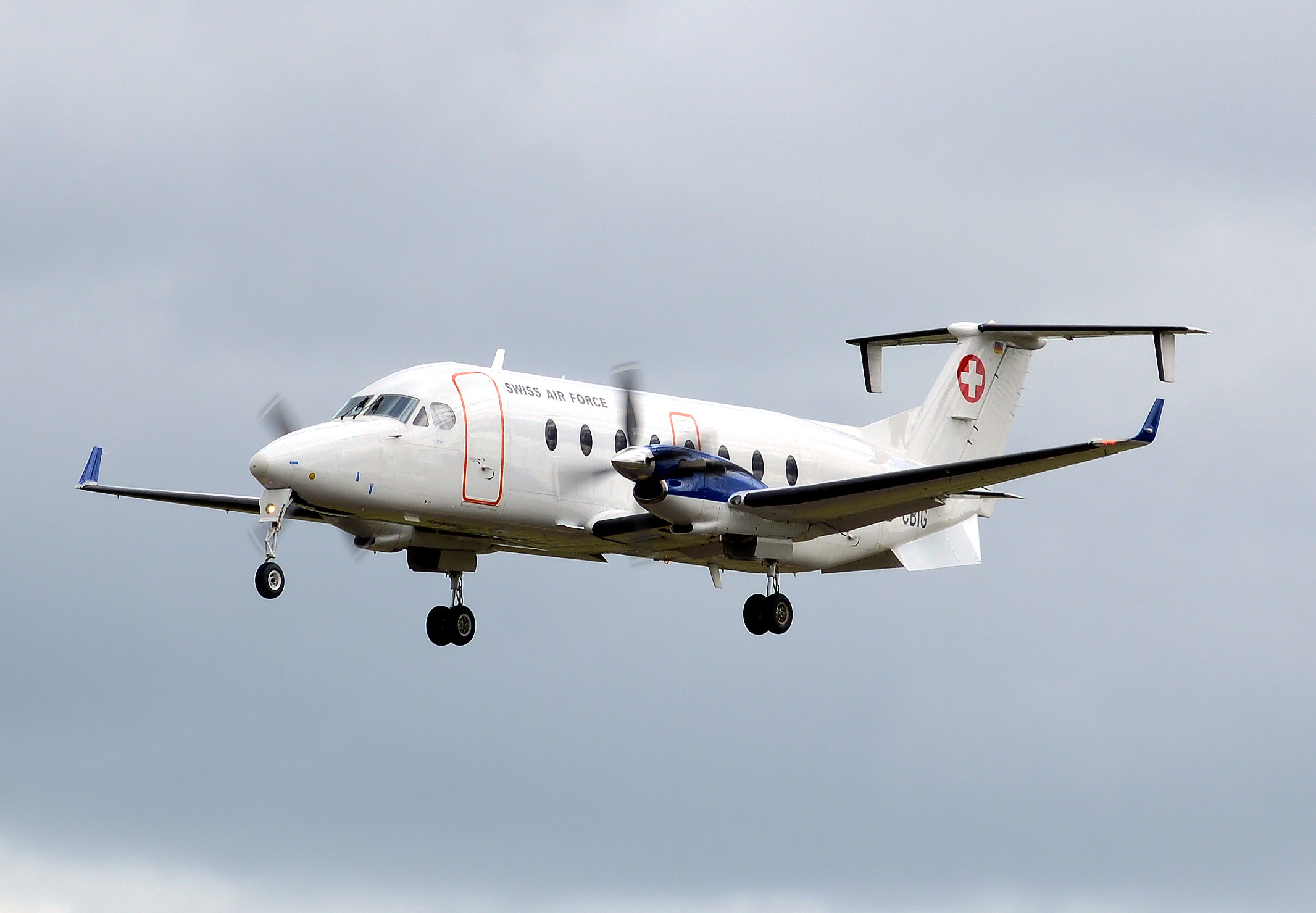
ビーチクラフト1900DのT字尾翼